# Хинотега (город)
Хиноте́га (исп. Jinotega) — город и муниципалитет на севере центральной части Никарагуа, административный центр департамента Хинотега.

## Географическое положение
Город расположен в юго-западной части департамента. Абсолютная высота — 1039 метров над уровнем моря.

## История
Во время американской оккупации Никарагуа город являлся военно-административным центром "центральной зоны" (объединявшей департаменты Хинотега и Матагальпа), здесь находился постоянный гарнизон (батальон национальной гвардии под командованием офицера США), а в четырех милях к северу от города была построена грунтовая взлётно-посадочная полоса.
Департамент Хинотега является одним из главных центров производства кофе в стране. В 2023-2024 гг. в городе был создан и в феврале 2024 года начал работу музей кофе.

## Население
По данным на 2013 год численность населения города составляет 50 175 человек.
Динамика численности населения города по годам:
| 1971   | 1995   | 2000   | 2005   | 2013   |
| ------ | ------ | ------ | ------ | ------ |
| 10 235 | 30 824 | 43 789 | 41 134 | 50 175 |

## Города-побратимы
- Зутермер, Нидерланды
- Золинген, Германия
- Ульм, Германия